# F-15 (航空機・初代)
F-15A/RF-61C リポーター
「サンダーストーム作戦」中のF-15A
- 用途：偵察機
- 製造者：ノースロップ
- 運用者： アメリカ合衆国（アメリカ空軍）
- 生産数：36機
- 運用状況：退役

F-15 リポーター（Northrop F-15 Reporter、後にRF-61）は、ノースロップ P-61 ブラックウィドウ夜間戦闘機の写真偵察機型である。本機はアメリカ空軍向けに設計、製造された最後のピストン・エンジン付の写真偵察機である。限定的な生産数と比較的短い就役期間にもかかわらず、朝鮮戦争において活躍し、F-15が撮影した朝鮮半島の空中写真は北朝鮮が韓国へ侵攻した1950年にその重要さを証明した。

## 設計と開発
F-15 リポーターは、P-61 ブラックウィドウの最後の戦闘機モデルの実験機であるXP-61Eから武装を取り外して製造された。6カ月も飛行しないうちに最初のXP-61Eはノースロップ社の改造工場に戻され、そこで無武装の写真偵察機に改装された。全ての銃器が外され、各種の偵察カメラの組み合わせが搭載できるように新しい機首が取り付けられた。XF-15と命名されたこの機体はノースロップ社のテストパイロット L. A. 「スリム」・パレット（L. A. "Slim" Parrett）の操縦で1945年7月3日に初飛行を行った。P-61C-1-NO（製造番号 42-8335）もXF-15AとしてXF-15仕様に改装された。この機体はターボチャージャー付のプラット・アンド・ホイットニー R-2800-Cエンジン以外はXF-15と同一であり、1945年10月17日に初飛行を行った。理由は不明だがノースロップ社はF-15Aの機首部分の製造をカリフォルニア州、カルヴァーシティにあるヒューズ工具社へ下請けに出した。F-15Aは既存のP-61Cの主翼（without fighter brakes）、エンジン、後部胴体を使用していたが、一体成型の涙滴型キャノピーの下に2名の搭乗員を乗せる全く新しい細身の中央胴体を持っていた。
ハワード・ヒューズ設計のヒューズ XF-11が開発途上で問題山積であることを受け、アメリカ陸軍航空軍司令部は320機のF-15 リポーターを緊急に調達することに決めた。XF-15の初飛行前であったにもかかわらず1945年6月に175機の初期調達が契約された。テストをしてみると、より低出力エンジンを装着しほとんどが既存の部品を使用するF-15 リポーターが、しかし問題多発のXF-11に近い性能と飛行特性を持つことが分かった。このことがXF-11の更なる開発に終止符を打った。
量産型F-15Aの初号機は1946年9月に納入されたが、1947年に突然契約はキャンセルされた。これはおそらくジェット機が出現したためであり、航空機の性能の急速な向上が見こまれたことによるものと思われる。ジェットの高速性能によりレシプロ機は陳腐化を起こし、大きく価値を下げた。僅か36機の最後の機体は同年4月にアメリカ空軍に納入された。最後のF-15（製造番号 45-59335）はF-15A-5-NOとして製造された。この機体はブロック-1モデルと異なり、機首に装備された内蔵カメラが新型だった。この変更は最後の20機のF-15にも同様に施されたと考えられ、幾つかの記録ではこれらは最終的に全機がF-15A-5-NOと名付けられたと示されている。

## その他構造
F-15は、一体成型の涙滴型キャノピーの下に2名の搭乗員がタンデムに座る中央胴体を持っていた。これは既存の胴体から刷新されていた。XF-15初号機が改装された元のXP-61E初号機は横開き式のキャノピーを持っていたが、次のXF-15と量産型F-15は全機スライド式キャノピーになった。延長された機首にはXP-61Eの4丁の機銃に替わり6基のカメラが収納されていた。量産型F-15AはP-61Cと同じターボチャージャー付のR-2800-73エンジンを装備していた。この機の離陸重量は32,145 lb (14,580 kg)で、最高速度は440 mph (382 kn, 708 km/h) / 高度33,000 ft (10,058 m)であった。最終的に発注された175機のF-15Aの内36機が製造され、これら全機は元々P-61Cの製造分として契約された機体であった。
パイロットが前席に座り、後席に座った偵察要員はカメラの操作と航法を担当したが、F-15Aの後席には基本的な操縦装置が備えてあり、必要がある場合には偵察要員が操縦を交代することができた。搭乗員は双方共に操縦資格を持ち偵察任務の訓練を受けていたため通常は飛行毎に搭乗位置を入れ替わっていた。

## 運用の歴史
製造された36機のF-15Aの内9機がアメリカ本土の航空資材軍団に配備された。残りの全機は日本に駐留する第35戦闘機団（35th Fighter Group）隷下の第8写真偵察飛行隊（8th PRS）に配備された。最初の4機は船便で送られ、1947年3月に木更津にある（Japan Air Material Area、JAMA）に到着した。この航海は順調には運ばず、4機中3機がかなり破損したことからこれらは補修用部品として使用された。
8th PRSは約1年の間は軍事作戦任務には就かず、米国占領下の日本で戦後地図作成プログラム（Post-Hostilities Mapping Program）に参加し、海岸、村落、交通網や日本の文化的要所を広範囲に撮影した。これらの作業はボーイング B-29 スーパーフォートレス派生のF-13とF-15が共同して行った。ベンジャミン・H・アルバートソン（Benjamin H. Albertson）少佐指揮下の8th PRSは1947年夏の大部分を次の任務のための準備に費やし、6月と7月はJAMAで新たに到着したF-15の組み立てを手伝った。ジャーヴィス（Jarvis）大尉とヘイスタンド（Heistand）少尉は、6月末に空路で帰る最初の2機のF-15のパイロットに選抜された。飛行隊は7月のほとんどを新しい機体の飛行テストに費やした。7月に更に4機が到着したことにより飛行隊はF-15での73時間の飛行経験を積んだ。部隊の最初の作戦行動はムーア（Moore）大尉の操縦で7月に行われることになっていた。8月にハードランディングにより最初のF-15が大破して失われたが、パイロットは無事であった。9月になってベン・K・アームストロング（Ben K. Armstrong）中佐が部隊指揮官となり、10月にようやく部隊の装備機は16機に達した。同月、3機のF-15とその搭乗員が九州にある板付基地に派遣され、分遣隊は1947年12月まで同地に留まり4機で延べ7時間の写真偵察任務を遂行した。1948年1月に6機のF-15で編成された分遣隊が第5偵察軍（the 5th Reconnaissance Group）の支援のためにフィリピンのクラーク空軍基地に派遣された。結局は8th PRSから他のF-15の分遣隊が板付と千歳基地に様々な期間派遣された。フィリピンの第13空軍に派遣された分遣隊は、要員を30日毎に交代しながら9月初めまでその地に留まった。
F-15の運用は最初から整備上の問題を抱えていた。1948年1月には全機が天候と補修部品の不足により10日間の飛行停止になり、早期の段階でほぼ全ての熱交換器に亀裂が発見された。予備の熱交換器が不足していたためにJAMAに保管されているF-15から部品を外して交換しなければならなかった。1948年2月には8th PRSの平均稼動機数が2機になってしまう程に補修部品の問題は危機的な状況に陥った。破損した機体と飛行可能機の間での共食いにより最終的にこの数は増えたが、1948年12月に一度だけ最高の15機を記録したのみで部隊が16機の作戦可能機数に達することは無かった。
1948年4月にラッセル・E・チーバー（Russell E. Cheever）少佐が部隊指揮官に就任し、8月には部隊名称が第8戦術偵察飛行隊（夜間撮影）（8th Tactical Reconnaissance Squadron (Night Photo)、8th TRS (NP)）に変更された。加えて新生アメリカ空軍の命名システムによりF-15A（「F」は陸軍航空軍の規定では「写真（Photo）」）はRF-61A（「R」は「偵察（reconnaissance）」と「F」は「戦闘機」）と改称された。F-15Aは武装を持たない機体であり戦闘機とみなされたことはなかったことと、アメリカ空軍と飛行隊記録の双方でF-15AがP-61Aとして再分類されたことが相まって直ぐに混乱が生じた。（P-61Aという名称は既にオリジナルの「ブラックウィドウ」機の初期の派生型として存在していた） RF-61Cという名称は後に与えられたものであったが、このことに関しては部隊では非公式に機体をF-15Aという呼称に戻し、この機種を使用し続けたほとんどの期間をこの名称で通した。
F-15の運用は1949年3月25日に8th TRS (NP)が横田基地に移転し、装備と人員を失ったときに終わった。横田基地でこの部隊は第82戦術偵察飛行隊となっていた。4月1日に以前の8th TRS (NP)の人員とF-15で構成された第82戦術偵察飛行隊は解隊され、全てのF-15は部品回収とその他の処置のためにジョンソン基地の第35整備飛行隊へ引き渡された。
航空資材軍団に配備された9機のF-15Aの内の何機かは、廃棄処分にされる前に短期間ペンシルベニア空軍州兵によりハリスバーグ (ペンシルベニア州)で運用された。

### 朝鮮の地図作成
その就役期間中にF-15Aはほとんどが日本の基地から運用され、朝鮮戦争の初めに使用された北朝鮮の航空地図のほとんどを担当した。これらの写真は非常に有益であり、1950年末にアメリカ海兵隊の写真偵察機F7F-3P タイガーキャットが到着するまで、それ以上の朝鮮半島の写真は撮影されなかった。それ以降は常に北朝鮮のミグ戦闘機の脅威にさらされていた。

### 民間での使用
残存するF-15Aの何機かは民間の政府系機関に提供されるか、余剰物資とされ民間市場での販売に回された。
1機のF-15A (s/n 45-59300)が、初期の後退翼のテストに使用された。実験はNACAによりカリフォルニア州のモフェット飛行場で行われた。高高度からの落下中に回復可能な空力研究が目的だった。この計画には後にテスト期間中にスミソニアン研究所から借り出されたF-61C (s/n 43-8330)も参加した。これらの投下テストはカリフォルニア州のモハーヴェ砂漠にあるエドワーズ空軍基地で実施された。

### 最後の飛行
驚くことに全てのP-61シリーズの中で最後まで飛行可能だった機体は、最初の量産モデルのリポーターとして製造された希少なF-15A リポーター (RF-61C) (s/n 45-59300)であった。この機体は1946年5月15日に完成し、陸軍航空軍と後の空軍で1948年2月6日まで使用され、カリフォルニア州のモフェット飛行場にあるエイムズ研究センターに再配備された。そこで実験体の空中投下用スケールモデルを投下する母機に改装された。この機体は、1953年に同じテストが巨大な風洞で行われるようになるまでこの任務に使用された。1955年4月にこのF-15は「補修部品」のF-61C (s/n 43-8357)と共に余剰物資としてガーデナのステュワード＝デーヴィス社（Steward-Davis Incorporated）に売却され、民間登録記号N5093Vが与えられた。P-61Cを再販売することができなかったため、同社は1957年にこの機体を廃棄処分にした。ステュワード＝デーヴィス社は、飛行調査に適するようにこのリポーターにキャノピーをロッキード T-33から、プロペラをより古いP-61から取り外してきた物と交換するなどの幾つかの改造を施した。この機は1956年9月にメキシコシティのカンパーニャ・メキシカン・アエロフォト社（Compania Mexicana Aerofoto S. A.）に売却され、メキシコの登録記号XB-FUJが与えられた。このリポーターは飛行調査活動という元々この機体が目的としていた任務に合致する目的に使用された。カリフォルニア州のエアロ・エンタープライズ･オブ・ウィレッツ社（Aero Enterprises Inc. of Willets）に買い上げられ、1964年1月に米国に戻ってくると民間登録記号N9768Zが与えられた。胴体内の燃料タンクとターボスーパーチャジャー用インタークーラーが外され、火災消火用に1,600 gal (6,056 l)の薬剤タンクが取り付けられた。1964年終わりにフレズノのCal-Natにより購入され、続く3年半を火災消火用航空機として使用された。1968年3月にトゥーレアリの空中火災消火会社のTBM社（TBM, Inc.、この社名は同社が以前使用していた主要機材のTBM アヴェンジャーに由来していた）がこのF-15を購入し、性能改善のために様々な型式のプロペラを試す等の改造を施した。最後には後期のロッキード コンステレーションから外したカーティス・エレクトリック製34型プロペラに決まった。
1968年9月6日、F-15の操縦資格を持つ3名の民間パイロットの一人ラルフ・ポンテ（Ralph Ponte）はホリスター近郊の火災現場で通常の消化剤投下飛行を行っていた。現場回帰時間の短縮を図るためにポンテは現場近くの小さな飛行場で補給をすることに決めた。滑走路はフレズノよりも短く、機の搭載量を減らしたにもかかわらず、近くの火災現場から吹きつける熱気が辺りの空気密度を下げ機体を過重状態にしていた。最大出力でもリポーターは3,500 ft (1,067 m)地点を滑走しなお機首上げができず、ポンテはすぐさま離陸を中断することに決めた。機体を直進させるためのあらゆる努力がなされたがリポーターは滑走路を外れ野菜畑を通過した後、土手に激突して降着装置は引きちぎられた。その後、機体は横滑りし止まり火災を起こした。ポンテが無傷で破れたキャノピーから緊急脱出する一方、消火機のTBM アヴェンジャーが発火した2基のエンジンの上に消化剤を投下して、おそらくこれがポンテの命を救った。F-15は原形を留めていたが修復するには損傷が大き過ぎると考えられ、直ぐに廃棄処分にされた。ノースロップ社の、最も成功した機種中の1機の最後であった。

## 派生型

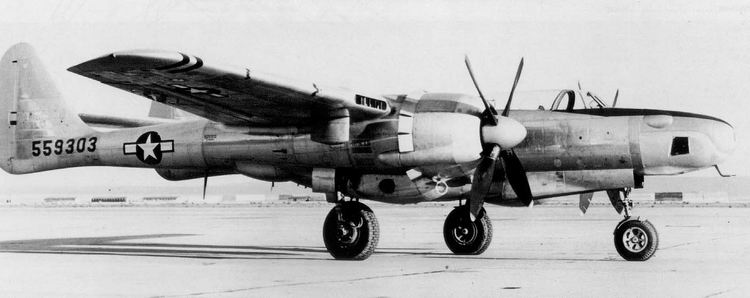
F-15A

XF-15最初のXP-61Eから改装された試作初号機
XF-15AP-61C (number 43-8335) から改装された試作2号機
F-15A リポーター
一体成型の涙滴型キャノピーの下に2名の搭乗員がタンデムに座り、機首のレーダー搭載位置に6基のカメラを据え付けた新しい中央胴体を持つ写真偵察型。P-61Cと同じターボスーパーチャジャー付きプラット・アンド・ホイットニー R-2800-73 エンジンを装備。離陸重量は32,145 lb (14,580 kg)で、最高速度は440 mph (382 kn, 708 km/h)。第二次世界大戦終了前に175機発注されたF-15Aの内36機が製造。
RF-61C リポーター1948年以降にアメリカ空軍がF-15Cに与えた名称

## 運用
アメリカ合衆国
- アメリカ空軍
  - アラスカ航空軍団
    - 第449戦闘飛行隊（全天候）。1947年9月1日にアラスカ州、アリューシャン列島のアダク飛行場で第415夜間戦闘飛行隊の装備と人員で編成。後の1948年半ばにF-82 ツインムスタングに改編。
    - 第8写真偵察飛行隊。日本のジョンソン基地でF-15A (RF-61C) リポーターを運用（1947年 - 1949年）。1949年4月1日に解隊されるまで機体は第82戦術偵察飛行隊に再配備。

  - 大陸航空軍
    - 第57偵察飛行隊と第58偵察飛行隊。サウスダコタ州、ラピッドシティ基地にて気象偵察の訓練を実施（1945年7月 - 1946年1月）。

## 要目
（P-61B-20-NO）Jane’s Fighting Aircraft of World War II, and Northrop P-61 Black Widow.
- 乗員：2/3名（操縦士、レーダー操作員、オプションの銃手）
- 全長：15.11 m (49 ft 7 in)
- 全幅：20.12 m (66 ft 0 in)
- 全高：4.47 m (14 ft 8 in)
- 翼面積：61.53 m² (138 ft²)
- 翼面荷重：219 kg/m² (45 lb/ft²)
- 空虚重量：10,637 kg (23,450 lb)
- 全備重量：13,471 kg (29,700 lb)
- 最大離陸重量：16,420 kg (36,200 lb)
- 馬力重量比：25 W/kg (0.15 hp/lb)
- エンジン：2 × プラット・アンド・ホイットニー R-2800-65W ダブルワスプエンジン 星型エンジン、2,250 hp (1,680 kW)
- プロペラ：4枚ブレード カーティス・エレクトリック製
  - プロペラ直径：3.72 m (146 in)
- 最大速度：708 km/h (440 mph、318 kn) at 33,000 ft
- 戦闘行動半径：982 km (610 mi、530 nmi)
- 航続距離：3,060 km (1,900 mi、1,650 nmi)、外部増槽 × 4付き
- 巡航高度：10,600 m (33,100 ft)
- 上昇率：12.9 m/s (2,540 ft/min)
- 上昇時間：12 min to 20,000 ft (6,100 m) (1,667fpm)